# Туз (озеро)
Туз (тур. Tuz Gölü означає 'солоне озеро'; в давні часи Татта - (дав.-гр. ἡ Τάττα, лат. Tatta Lacus)) — солоне озеро в Центральній Туреччині; змінна поверхня 1600–2500 км²; влітку пересихає.
Більшу частину року це мілке (1–2 м) та солоне озеро має площу 1500 км². Воно зазвичай має довжину 80 км та ширину 50 км, Висота над рівнем моря — 905 м.
Озеро наповнює тектонічну впадину на центральному плато Туреччини. В Туз впадають два чималих струмка, а також озеро живиться від підземних джерел та опадів. Річок що витікають немає. Там де в Туз впадають канали та струмки, утворились солонуваті болота. Влітку через випаровування Туз втрачає більшу частину своєї води, а на висохлому дні утворюється шар солі середньої товщини 30 см. Взимку сіль знову розчиняється в прісній воді, яку озеро отримує у вигляді опадів та стоку з навколишніх земель.

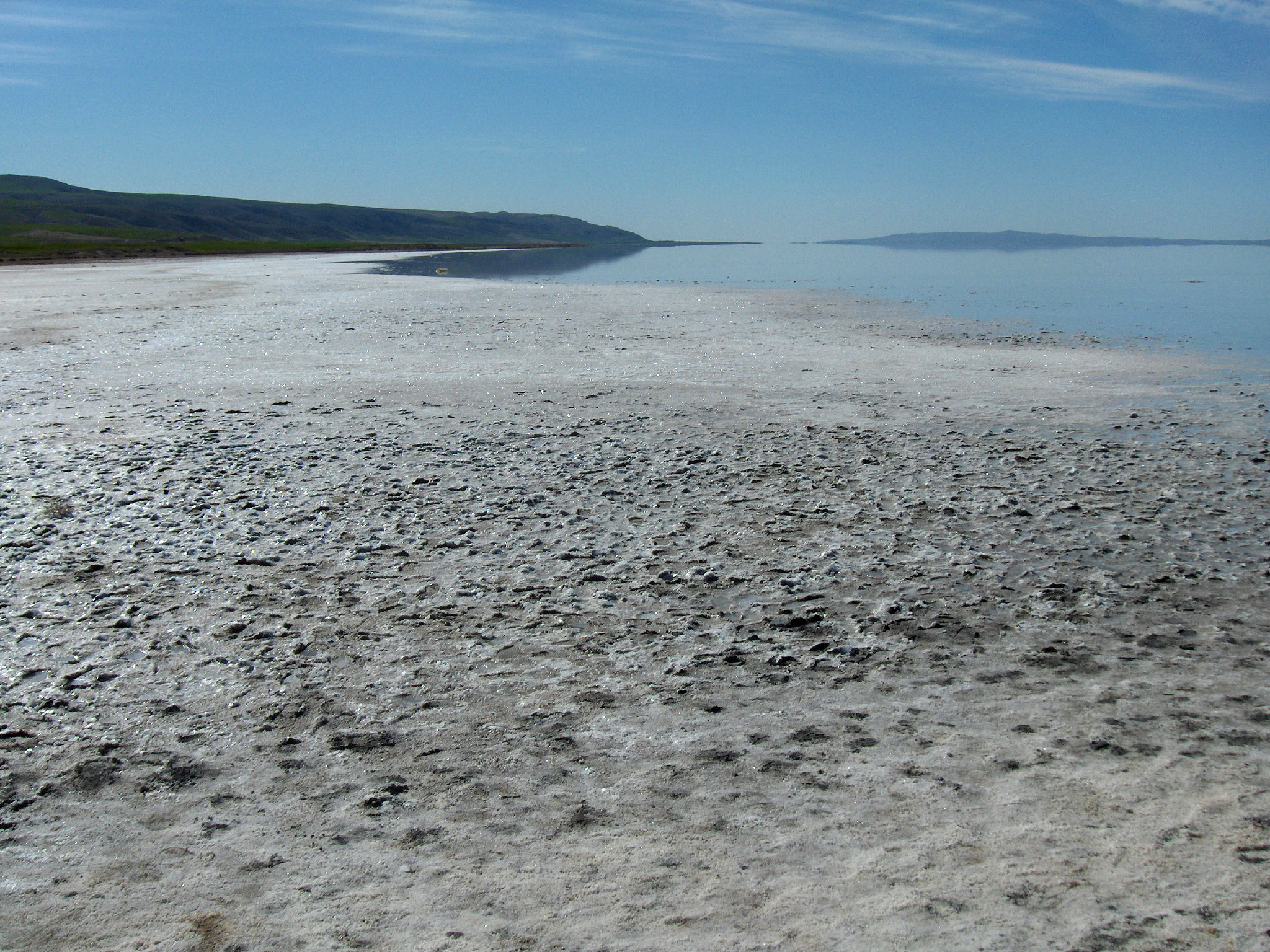
Солоні береги на озері Туз

Три соляні шахти на озері добувають близько 70 % від усієї солі, що споживає Туреччина. Добування солі визначає напрямок промислової діяльності в регіоні, яка в основному пов'язана з очисткою та переробкою солі. Озеро оточують оброблювані землі, лише на півдні та південному заході обробка землі неможлива, через затоплення засолених ґрунтів.
У 2001 році озеро Туз разом з прилеглими степами було оголошено територією, що охороняється. На групі островів в південній частині озера проводить шлюбний період велика популяція фламінго, також білолобий гусак, а в навколишніх поселеннях — степова пустельга.